# حارة السد الشمالي (أزال)
حارة السد الشمالي هي إحدى حارات حي أزال بمديرية أزال في مدينة صنعاء، بلغ تعداد سكانها 2385 نسمة حسب تعداد اليمن لعام 2004.